# 德国刑法第86a条

德国刑法第86a条限制了纳粹主义标志在公共场合的出现

德国刑法第86a条禁止“在艺术、科学、研究或教育”以外的场合“使用违宪组织的标志”，该法律未指明具体禁止的标志，且官方没有完整清单。当时，该法律主要用于取缔纳粹主义、共产主义和伊斯蘭恐怖主義的标志。刑法第86a条制定于冷战期间，知名案例包括1956年取缔德国共产党，其他还有1952年取缔社會主義帝國黨以及其他几个较小的极右政党。
2014年为防止恐怖组织伊斯兰国在德国的渗透，德国根据该法律禁止伊斯兰国的一切政治象征，包括“伊斯兰国国旗”、《我的乌玛，曙光已现》和其他圣战思想。另外，在俄羅斯入侵烏克蘭後，德國政府也禁止了「Z」字戰爭符號在公眾場所的展示。

## 該法律規定禁止展示的物品列表

### 標誌
類似以下圖例的標誌，包括纳粹德国国旗、凯尔特十字、德国共产党党旗和伊斯兰国国旗都被禁止。而东德国旗、国徽和阿富汗伊斯兰酋长国国旗（塔利班）旗帜没有被禁止。

納粹鉤十字徽
國社黨的帝國鷹
纳粹冲锋队纹章
納粹親衛隊纹章
希特勒青年團與青年陣線的狼鈎徽章
武裝親衛隊第3師與骷髏總隊骷髅徽章
帝国战争旗帜（英语：Reichskriegsflagge）
纳粹德国国旗和纳粹党党旗纳粹德国国旗和纳粹党党旗
歐達符文Othala
新納粹太陽十字（英语：Sun_cross）
白人力量（英语：White Power）的凱爾特十字
图勒协会（英语：Thule_Society）的德意志信仰运动（英语：German_Faith_Movement）的變體太陽十字
三K黨的燃燒十字架（英语：Cross_burning）
德国共产党旗帜
德共徽章
伊斯蘭國黑旗
庫德人民保護部隊軍旗[2][3][4]
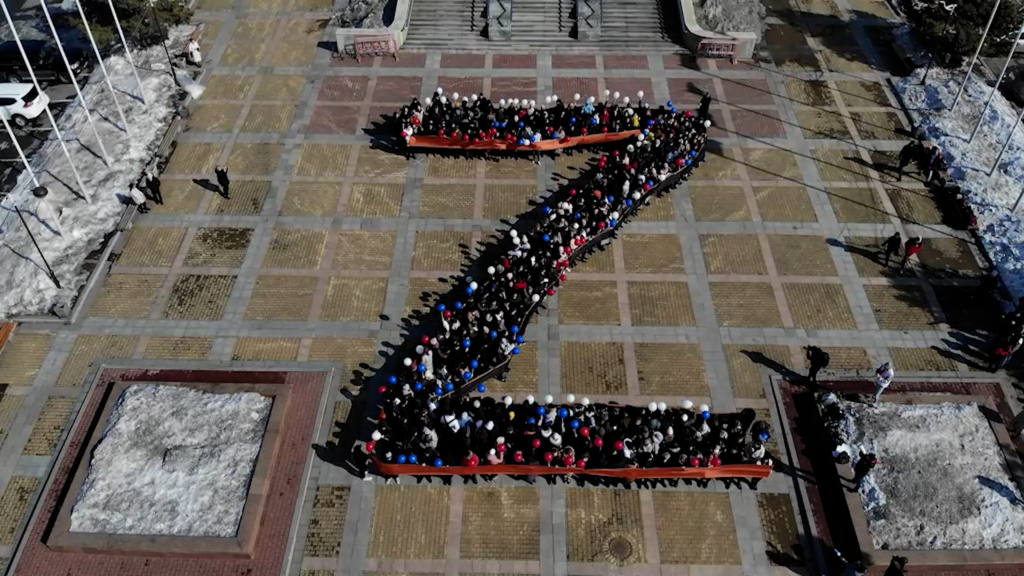
俄罗斯的Z軍事符號

### 手勢
- 納粹禮、「勝利萬歲」（德語：Sieg Heil!）及「希特拉萬歲」（德語：Heil Hitler!）等口號

### 歌曲
- 《我的乌玛，曙光已现》
- 納粹歌曲
  - 霍斯特·威塞爾之歌（納粹德國時期第二國歌、納粹黨黨歌）

### 組織
- 血與榮譽（新納粹組織）的德國支部